# Pistola automática Stechkin
La pistola automática Stechkin o APS (Avtomaticheskiy Pistolet Stechkina, en ruso: Автоматический Пистолет Стечкина) es una pistola ametralladora rusa con selector de disparo.

## Adopción y servicio
La pistola automática Stechkin fue originalmente calibrada para el cartucho 7,62 x 25 Tokarev. Stechkin la modificó para emplear el nuevo cartucho 9 x 18 Makarov, que era empleado por la nueva pistola Makarov PM, ya que era evidente que este sería el nuevo cartucho estándar para las pistolas del Ejército Rojo. En 1951 fueron introducidas en servicio las pistolas Makarov y Stechkin, reemplazando a las viejas Tokarev TT-33.
Al contrario de la Makarov, la Stechkin podía disparar en modo automático, que es seleccionado mediante la palanca del seguro. Para poder disparar en ráfagas cortas o en modo automático, la pistola debe estar equipada con su funda-culatín o culatín metálico; de lo contrario, es difícil de controlar.
La funda-culatín tiene una forma y un diseño similar a la de la Mauser C96, pudiéndose guardar la pistola dentro de esta cuando no es utilizada. El apoyo adicional de la funda-culatín contra el hombro ayuda a controlar el retroceso.
La Stechkin fue ideada como un arma auxiliar para artilleros, tanquistas y pilotos. Como pistola, es bastante pesada y al acoplársele la funda-culatín (que rara vez era utilizada), es bastante voluminosa. Esto llevó a que la APS sea gradualmente retirada de servicio activo, aunque todavía es empleada principalmente por Fuerzas Especiales y mantenida como armamento de reserva. Finalmente, la Stechkin APS fue oficialmente reemplazada[cita requerida] por el fusil de asalto compacto con culata plegable AKS-74U, que ofrecía una mayor potencia de disparo gracias a su cartucho 5,45 x 39 M74, precisión aceptable a distancias medias y un cargador de mayor capacidad.
La OTS-33 Pernach, un derivado contemporáneo de la Stechkin, también dispara el cartucho 9 x 18 Makarov.   

## Variante silenciada APB

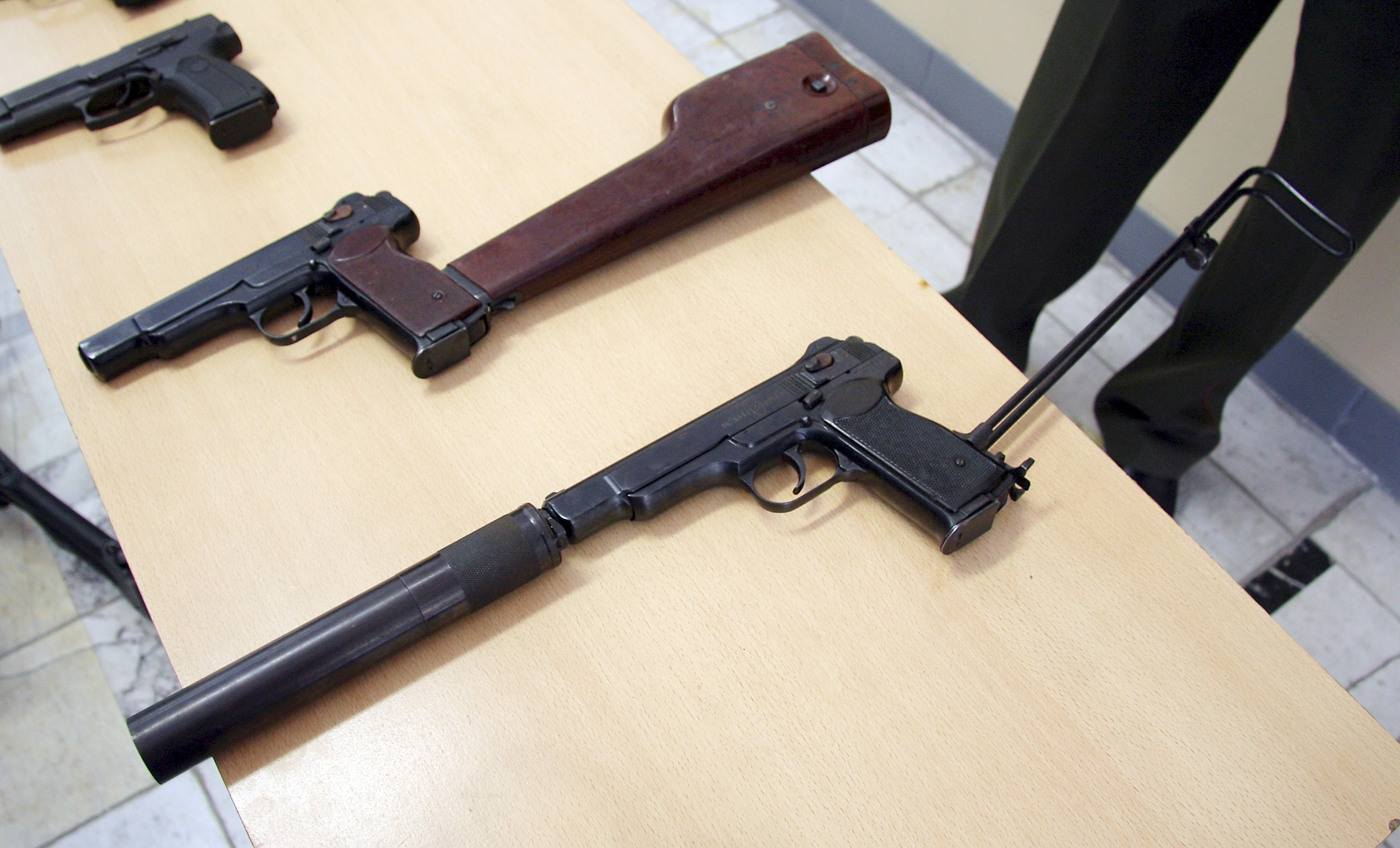
Una APS (arriba) y una APB (abajo).

La APB (Avtomaticheskij Pistolet Besshumnyj, pistola automática silenciada en ruso) fue una versión de la APS optimizada para operaciones silenciosas. Desarrollada a inicios de la década de 1970 por A.S. Neugodov (А.С. Неугодов) con la designación de fábrica AO-44, fue oficialmente adoptada en 1972 con la designación APB y el número GRAU 6P13. La velocidad de boca de esta variante se redujo a 290 m/s. En lugar de la funda-culatín de la APS, la APB viene con un culatín desmontable hecho de alambre de acero. Su cañón es más largo que el de la APS; sobresale de la corredera y está roscado para atornillarse un silenciador. El propio cañón está forrado por una cámara de expansión integral, en la cual se juntan los gases que salen por los agujeros del cañón. Cuando no es utilizado, el silenciador desmontable puede acoplarse al culatín.
Durante la guerra soviética en Afganistán, la APB fue empleada por los líderes de equipo de los Spetsnaz como arma de apoyo; estos usualmente la portaban colgada de un acollador, con el silenciador y el culatín instalados. También fue empleada por operadores de radio e incluso artilleros de cañones pesados.
En fechas más recientes, otras unidades de Fuerzas Especiales del Ministerio del Interior de Rusia (MVD), tales como el OMON y el SOBR, han sido equipadas con esta pistola.[cita requerida]

## Usuarios
- Unión Soviética[1]
- Afganistán[5]
- Angola[5]
- Armenia[5]
- Cuba
- Georgia[6][5]
- Kazajistán: Servicio de Mensajería del Estado.[7]
- Líbano
- Libia[8]
- Mali: Movimiento Popular para la Liberación del Azawad.[9]
- Rumania: Emplea la variante de fabricación local Pistol Md. 1998.[10]
- Rusia: Empleada por Fuerzas Armadas de Rusia[11], varias fuerzas policiales[12] y los guardias de seguridad del Banco Central de Rusia.[13]
- Siria
- Tanzania[14]
- Ucrania[15][16]